# Морфо ретенор
Морфо ретенор (лат. Morpho rhetenor) — вид дневных бабочек из подсемейства морфид семейства нимфалид.
Первое описание вида Morpho rhetenor было дано Крамером в 1775 году, на тот момент бабочка получила название Papilio rhetenor.

## Внешний вид
Бабочка относится к крупным представителям рода: размах крыльев бабочки составляет 14—17 см. Верхняя поверхность крыльев самца ярко-синяя, и в зависимости от угла обзора меняется то на сине-зелёное, то на фиолетовое. Окраска нижней стороны крыльев коричневая, с различными оттенками, похожая на сухой лист. Самка значительно крупнее самца, вершина её крыльев менее вытянута. Окраска крыльев жёлто-охристая, с оранжевым оттенком, с тёмно-коричневым, порой почти чёрным рисунком по краю. Тело бабочки коричневого цвета, хотя на грудном сегменте встречаются красные пучки волосков.

## Ареал
Французская Гвиана, Бразилия, Перу, Эквадор, Колумбия, Венесуэла, Суринам.

## Кормовое растение гусениц
Кормовым растением гусениц является Macrolobium bifolium. Однако гусеницы могут жить на различных травах, включая Bambnus.

## Подвиды
- Morpho rhetenor rhetenor; (Cramer, 1775) Перу
- Morpho rhetenor eusebes (Fruhstorfer, 1907); Бразилия, Перу
- Morpho rhetenor cacica (Staudinger, 1876); Перу, Гайана
- Morpho rhetenor helena (Staudinger, 1890); Перу
- Morpho rhetenor columbianus (Krüger, 1925) Колумбия
- Morpho rhetenor augustinae (Le Cerf, 1925) Венесуэла
- Morpho rhetenor equatenor (Le Moult & Réal, 1962) Эквадор, Перу, Колумбия
- Morpho rhetenor subtusmurina (Le Moult & Réal, 1962) Бразилия, Колумбия